# Louisiane C. Dor
Louisiane C. Dor (née Louisiane Clémence Dor le 28 novembre 1992 à Aubusson) est une auteure française.

## Biographie
Elle est l'autrice du récit Les méduses ont-elles sommeil ? (Gallimard, 2016), récompensée par le prix Renaudot du livre de poche 2017 et de Ceci est mon cœur (Robert Laffont, 2018) nommée pour le prix Goncourt de la nouvelle 2018.